# Ixora brevifolia
Ixora brevifolia är en måreväxtart som beskrevs av George Bentham. Ixora brevifolia ingår i släktet Ixora och familjen måreväxter. Inga underarter finns listade i Catalogue of Life.